# ヴァドゥル人
- バドゥル人
- ヴァドゥール族
- ツンドラ・ユカギール人

ヴァドゥル人（ヴァドゥルじん、ロシア語: ваду, 英語: Vadul）とは、ロシア連邦のサハ共和国に居住するユカギール人。

## 概要
ヴァドゥル人はサハ共和国のニジネコリムスキー地区にあるアンドリュシュキノに暮らすユカギール人。
ロシア語とユカギール語（ツンドラ・ユカギール語）を話す。主にトナカイの放牧に従事している。
「北部ユカギール」「ツンドラ・ユカギール」とも呼ばれる。

## ユカギール人との関係
17世紀にロシアの植民地化が始まるまでに、ユカギール人は12の部族に別れていた。
- アライ人
- コヒメ人
- アナウル人
- ラブレン人
- オリュベン人
- オモック人
- ホディン人
- ホロモイ人
- ショーロンボイ人
- ヤンディン人
- ヤンディル人
- ペンジン人

それ以外にも、コンギエニシ人やシェラギ人といった部族がいたとされるが、このうち、チュバン人を除く殆どの部族が伝染病や植民地政策によって絶滅した。
ロシアで行われた2002年の国勢調査では、ユカギール人の一派として、オモック人、アライ人、ヴァドゥル人、オドゥル人（コリマ・ユカギール語の話者）、ハンガイト人、デトキル人が確認された、2010年時点で生き残った3つの部族はヴァドゥル人、オドゥル人、そしてチュヴァン人の3部族のみとなっている。